# 安藤正明
安藤 正明（あんどう せいめい、1962年（昭和37年）11月1日 - ）は、日本の政治家。愛知県弥富市長（1期）。元愛知県議会議員（2期）。

## 来歴
愛知県弥富市出身。愛知高等学校卒業。1985年（昭和60年）3月、愛知学院大学法学部法律学科卒業。同年4月、弥富町土地改良区に就職。
2011年（平成23年）4月の愛知県議会議員選挙に自由民主党公認で立候補し、日本一愛知の会の公認を受けた元県議の田中孝博を大差で破り初当選。
2015年（平成27年）、再選。
2018年（平成30年）10月、当時の弥富市長だった服部彰文が女性問題で辞任したため、同年12月2日に行われた市長選に立候補し（県議は自動失職）、元市議の江崎貴大、元県庁職員の平野洋らを破り初当選した。投票率は51.30％で過去最低を記録した。

## 市政
- 2019年（平成31年）3月12日、市議会3月定例会に上程された2019年度一般会計当初予算案の一部を訂正することを本会議に提案した。歳出で計77項目の事業費を変更する異例の対応であり、議会内で、市長の責任は重いとして給与カットなど具体的な措置を求める動きが上がった[7]。同年3月22日、市議会は安藤に対する辞職勧告決議案を提出し、全会一致で可決した。決議は「市に大きな汚名を残し、責任は極めて大きい」としている。新年度予算案は賛成多数で可決された[8]。 安藤は、同年5月24日に開会する市議会定例会に「2022年12月の任期満了まで自身の給与と期末手当をそれぞれ30％削減する」条例案を提出する意向を固めた。
- 2020年（令和2年）5月27日、新型コロナウイルス対策の財源に充てるため、自身と副市長、教育長の6月分給与を全額カットすると発表した[9]。ところが市議会は同年5月29日に開かれた定例会で、給与削減の議案を賛成7、反対8の反対多数で否決した。減額分の使途が未定だとし、自民系以外の議員が反対に回った[10]。弥富市における議案の否決は、都市計画税導入に関する議案が否決された1986年3月以来34年ぶりのこととなった[11]。
- 同年8月26日、コロナウイルス感染症の流行により低迷した金魚需要の喚起に向け、弥富金魚漁業協同組合を支援する補正予算案を市議会に提出した。名古屋港水族館、愛・地球博記念公園、海南こどもの国の3施設で、来場者に金魚を水槽とセットで無料配布するなどPR事業を展開する。予算額は750万円。半分は県の補助金を充てる[12]。